# Key of Mythras
Key of Mythras ist eine von Duncan C. Winterbourne im Jahr 2002 gegründete Metal-Band aus Österreich.

## Geschichte
Winterbourne gründete die Band nach einer dreijährigen Beteiligung an einer Black-Metal-Band, bei der er als Sänger fungierte. Bei „KOM“, wie die Band oft abgekürzt wird, spielt er E-Gitarre und E-Bass und singt. Auf dem ersten Album Demonspeed Metalstorm, sowie bei der Beteiligung an der Split 7″-EP Bonded by Hatred mit einer spanischen Band, half ein menschlicher Schlagzeuger aus. Für das aktuelle Album Hail the Reaper (erschienen 2008) wurde das Schlagzeug programmiert. Dies übernahm Wolfgang Czeland, unter anderem Produzent von Papermoon oder den Ausseer Hardbradler. Hail the Reaper ist nur als Download erhältlich, es wurden keine physikalischen Tonträger gepresst.
Musikalisch unterscheiden sich alle drei bisher veröffentlichten Titel drastisch voneinander. Während das Debütalbum noch deutlich in Richtung Thrash Metal mit Einflüssen aus dem Black Metal schwingt, ist die Single sehr von Heavy Metal beeinflusst. Das Album Hail the Reaper wiederum beinhaltet Einflüsse aus Hard Rock und Nu Metal. Für das Lied WCS würde auch ein Videoclip gedreht.

## Name
Die Basis bildet der römische Mithras-Kult, der hier in Kombination mit „Key of“ zu einem Sinnbild für den „Schlüssel zur Weisheit und Stärke“ gedeutet wird. Es besteht kein Zusammenhang zu den Definitionen der persischen Mythologie.

## Diskografie
- 2003: Demonspeed Metalstorm  (Album, CD)
- 2005: Bonded by Hatred (7″-Split-Single)
- 2008: Hail the Reaper (Album)

## Sonstiges
Winterbourne eröffnete im März 2009 sein eigenes Modelabel, genannt „Winterbourn Street Wear“.